# Churchdown
Churchdown – wieś w Anglii, w hrabstwie Gloucestershire, w dystrykcie Tewkesbury. Leży 6 km na wschód od miasta Gloucester i 147 km na zachód od Londynu. Miejscowość liczy 11 261 mieszkańców.